# Commission consultative européenne
La Commission consultative européenne (en anglais European Advisory Commission, EAC) est une instance mise en place par les « Trois Grands » pour définir à long terme leurs actions communes dans la perspective de la fin de la Seconde Guerre mondiale et de l'après-guerre en Europe.
Sa création est convenue lors de la conférence de Moscou qui se tient en octobre 1943 entre les ministres des Affaires étrangères des « Trois Grands », puis confirmée à la conférence de Téhéran en novembre. En prévision de la défaite de l'Allemagne nazie et de ses alliés, cette commission tripartite élabore des recommandations aux trois gouvernements concernant la capitulation des États ennemis des Alliés en Europe, les mécanismes de sa mise en œuvre et les modalités initiales d'administration des pays occupés. Après que l'EAC a terminé sa tâche, elle est dissoute lors de la conférence de Potsdam en août 1945.

## Protocole portant création de la commission
Le document portant création de la commission consultative européenne est l'un des dix figurant dans le protocole secret signé à Moscou le 1er novembre 1943 par les ministres des Affaires étrangères du Royaume-Uni (Anthony Eden), des États-Unis (Cordell Hull) et de l'Union soviétique (Viatcheslav Molotov) à l'issue de la conférence de Moscou.
Ce document précise que :
- L'EAC est constituée de représentants des « Trois Grands[a] » assistés de conseillers civils et militaires, sa présidence est assurée de façon tournante par l'un des trois représentants, son siège est à Londres ;
- L'EAC est chargée d'élaborer des recommandations sur les questions en lien avec la cessation des hostilités en Europe ; de façon prioritaire, elle doit définir les conditions de reddition des États en guerre avec les Alliés en Europe ;
- Des représentants de gouvernements d'autres nations alliées pourront être invités par la commission lorsque leurs intérêts sont en jeu.

## Historique des travaux de la commission
La Commission (EAC) tient sa première session informelle le 15 décembre 1943 pour régler les questions de procédure, et sa première séance formelle le 14 janvier 1944. Elle tient au total 20 séances officielles et 97 séances informelles. La Commission aura soumis douze textes aux gouvernements alliés.
Le 11 novembre 1944, les gouvernements du Royaume-Uni, des États-Unis et de l'URSS invitent le Gouvernement provisoire de la République française (GPRF) à devenir membre de la Commission. L'ambassadeur de France à Londres, René Massigli, participe à partir du 27 novembre 1944 aux travaux de l'EAC.

## Documents relatifs à l'Allemagne

### Capitulation inconditionnelle de l'Allemagne
L'EAC publie le 25 juillet 1944 un document définissant les termes de la capitulation inconditionnelle de l'Allemagne. Il s'agit d'un instrument de contenu essentiellement militaire, en trois parties. La première est un préambule par lequel l'Allemagne  reconnaît sans réserve la défaite totale de ses forces armées sur terre, en mer et dans les airs. La seconde partie est une courte série d'articles, qui prévoient la cessation des hostilités par toutes les forces armées allemandes, et qui permettront aux représentants alliés de mettre en œuvre les mesures les plus immédiates de désarmement en Allemagne. La troisième partie (article 12) est un article général énonçant l'autorité suprême des États-Unis, du Royaume-Uni et de l'URSS à l'égard de l'Allemagne, y compris le pouvoir de désarmer complètement et de démilitariser l'Allemagne et de prendre toutes autres mesures que les trois gouvernements jugeront nécessaires pour la paix et la sécurité futures. Cet article précise en outre que les représentants alliés présenteront des exigences politiques, administratives, économiques, financières, militaires et autres supplémentaires découlant de la reddition de l'Allemagne que les autorités allemandes s'engagent à exécuter sans condition.
À la date de publication de ce document, la France n'est pas encore membre de l'EAC. Aussi, à la requête des Français formulée le 29 décembre 1944, le texte initial est-il amendé le 1er mai 1945, quelques jours seulement avant la fin de la guerre, pour faire figurer la République française sur un pied d'égalité avec les trois autres Alliés.
Mais le commandement militaire allié en Europe (SHAEF) préfère supprimer du texte de reddition de l'Allemagne les clauses qui ne sont pas de nature strictement militaire et d'effet immédiat. Une des raisons en est l'incertitude qui plane sur l'existence d'un gouvernement central allemand légalement autorisé à signer un texte couvrant d'autres sujets que la stricte capitulation militaire. Symétriquement, le risque existe que les commandants des armées allemandes refusent de signer un texte qui déborde de leur compétence, retardant ainsi la fin des hostilités et aggravant le chaos dans lequel l'Allemagne est plongée. En pratique, deux actes de capitulation militaire sont signés, le 7 mai à Reims puis le 8 mai à Berlin, qui ne reprennent qu'en partie les clauses du document de l'AEC, et sont de surcroît légèrement différents l'un de l'autre.

### Déclaration concernant la défaite de l'Allemagne et la prise de l'autorité suprême par les Alliés
En réponse au risque d'absence d'un gouvernement central allemand, l'EAC entreprend en mars et avril 1945 de récrire le texte d'origine de la capitulation allemande en le transformant en une déclaration conjointe unilatérale des quatre alliés. Un premier projet est proposé par les Britanniques le 30 mars 1945. Les délégations s'accordent le 12 mai 1945 sur le texte d'une déclaration. Celle-ci est signée à Berlin par les quatre Commandants en chef et publiée le 5 juin 1945 avec trois autres textes. Ces quatre textes sont ensemble appelés les déclarations alliées de Berlin,.

### Zones d'occupation

Zones d'occupation en Allemagne (jusqu'en 1949).

L'EAC est également chargée de définir les zones d'occupation en Allemagne. Comme ses autres travaux, le découpage en zones ne concerne initialement que les trois Grands. De mars à septembre 1944, l'EAC y consacre l'essentiel de son activité sur la base de propositions présentées par chacune des trois délégations. Un premier protocole est signé le 12 septembre 1944 qui définit les limites de trois zones d'occupation en Allemagne à l'intérieur de ses frontières, telles qu'elles étaient le 31 décembre 1937, délimite trois secteurs d'occupation dans le territoire du Grand Berlin et prévoit l'établissement d'une autorité gouvernementale interalliée pour Berlin. Ce protocole prévoit également que la zone orientale en Allemagne et le secteur nord-est de Berlin soient occupés par l'URSS, mais ne répartit pas les autres zones ou les secteurs de Berlin entre le Royaume-Uni et les États-Unis.
Un accord complémentaire signé le 14 novembre 1944 apporte certaines modifications aux frontières entre les zones nord-ouest et sud-ouest, attribue la zone nord-ouest en Allemagne ainsi que la partie nord-ouest de Berlin au Royaume-Uni, et attribue la zone sud-ouest en Allemagne ainsi que la partie sud de Berlin aux États-Unis.
En février 1945, lors de la conférence de Yalta en Crimée, les Alliés décident d'attribuer une zone d'occupation à la France, à prélever sur les zones américaine et anglaise. Le 26 juillet 1945, un accord signé par les quatre parties à la Commission définit les limites de la zone française, fixe les nouvelles limites des zones du Royaume-Uni et des États-Unis et prévoit la participation de la France à l'administration du Grand Berlin.

### Organismes de contrôle en Allemagne
Dans le même temps, l'EAC définit les organismes et les modalités de contrôle en Allemagne qui doivent permettre aux Alliés d'exercer leur autorité et de veiller au respect de leurs directives. L'organisme de tête est le Conseil de contrôle allié formé des Commandants en chef des trois puissances en Allemagne. Il s'appuie sur un ensemble de services administratifs permanents. Validé le 14 novembre 1944, le texte initial est amendé le 1er mai 1945 pour inclure la France,.

### Exigences complémentaires d'ordre politique et économique
L'article 13 de la Déclaration concernant la défaite de l'Allemagne et la prise de l'autorité suprême par les Alliés publiée à Berlin le 5 juin 1945, prévoit que les représentants alliés imposeront à l'Allemagne toutes exigences, d'ordre politique, administratif, économique, financier, militaire et autres, qu'appellerait la défaite complète de l'Allemagne. L'EAC transmet le 25 juillet 1945 un rapport détaillé de ses préconisations en la matière à l'usage du Conseil de Contrôle Allié (ACC),.

## Documents relatifs à l'Autriche
Les Alliés décident lors de la conférence de Moscou fin octobre 1943 que l'Autriche — annexée par le IIIe Reich en 1938 — soit rétablie en tant qu'État libre et indépendant.
En application de cette décision, l'EAC adopte le 4 juillet 1945 le document Agreement on Control Machinery in Austria par lequel les quatre puissances occupantes définissent l'organisation conjointe qu'elles vont mettre en place pour administrer l'Autriche après la guerre. Sur un schéma proche de celui de l'Allemagne, ce document prévoit l'installation d'une Commission alliée épaulée par divers organes administratifs. Mais ses objectifs diffèrent de ceux assignés à l'ACC, en ce qu'en plus de faire appliquer les dispositions pertinentes de la déclaration de Berlin du 5 Juin 1945, elle est chargée de réaliser la séparation de l'Autriche de l'Allemagne, d'assurer la création le plus tôt possible d'une administration centrale autrichienne et de préparer la voie à la mise en place d'un gouvernement fédéral autrichien librement élu,.
Le 9 juillet 1945, l'EAC parvient à un accord sur la définition des zones d'occupation en Autriche, similaire à celui adopté pour l'Allemagne,.